# Feyd-Rautha
Feyd-Rautha Harkonnen, anciennement Feyd-Rautha Rabban, est un personnage de fiction issu du cycle de Dune de l'écrivain Frank Herbert, apparaissant dans le roman Dune.
Frère cadet du comte Glossu Rabban (dit « Rabban la Bête »), Feyd est le neveu du baron Vladimir Harkonnen dont il reprend le nom de famille après être devenu son successeur. Il porte alors le titre de « na-baron » (titre présomptif).

## Biographie du personnage

### Origines et description
Feyd-Rautha et son frère aîné Glossu Rabban sont les fils légaux du plus jeune demi-frère du baron Vladimir Harkonnen, Abulurd Rabban, qui avait « renoncé au nom Harkonnen et à tous les droits sur le titre lorsqu'il s'est vu confier le poste de gouverneur du sous-district de Rabban-Lankiveil ».
Beau et charismatique, Feyd-Rautha Harkonnen semble un peu moins brutal que les autres membres de la famille Harkonnen, mais tout aussi rusé et impitoyable. Frank Herbert le décrit comme un jeune homme mince et musclé (contrastant avec son oncle obèse, le baron Harkonnen) aux cheveux noirs, au visage rond et au regard renfrogné. Dans sa description de Feyd, Herbert fait dire au baron que les lèvres pulpeuses et boudeuses de son neveu sont le marqueur génétique caractéristique des Harkonnen.
Duelliste expert dans l'utilisation du poison, vainqueur de 100 combats en arène de gladiateurs (mais contre des adversaires diminués physiquement et qui ne peuvent utiliser de poison, alors que Feyd-Rautha le fait tout en usant de tactiques déloyales), c’est un adversaire redoutable au combat à l'arme blanche.
Le personnage de Feyd sert de contrepoids narratif à Paul Atréides, fils du duc Leto Atréides, ennemi du baron. Selon un critique : « Paul et Feyd sont tous deux de jeunes nobles charismatiques et rusés, dotés d'une éducation et d'un entraînement au combat de haut niveau. Mais là où Paul fait preuve de compassion et de loyauté, Feyd ne se soucie que de lui-même et de l'acquisition du pouvoir ».

### DansDune
Dans Dune, Feyd-Rautha est le neveu préféré du baron Vladimir Harkonnen. Voyant en lui son successeur, mais méfiant comme tous les Harkonnen au sujet de ses propres parents, le baron commence à initier son neveu à ses intrigues ; il informe Feyd du plan d'attaque dirigé contre la Maison Atréides, leur ennemi juré, après que cette dernière a été forcée de quitter la planète Caladan pour aller occuper le fief d'Arrakis, sur ordre de l’empereur Shaddam IV.
Après la destruction du la Maison Atréides et la mort de son chef, le duc Leto, Feyd-Rautha continue sa vie de noble hédoniste (notamment avec ses combats en arène, où il torture ses ennemis diminués avec des tactiques déloyales) et commence à intriguer afin de supplanter son oncle. Il fait notamment éliminer son chef des esclaves, pour le remplacer par un homme à lui. Il prémédite ensuite l'assassinat de son oncle, utilisant un jeune esclave drogué (dont raffole le baron) sur lequel a été implanté une aiguille empoisonnée censée le tuer.
Mais Thufir Hawat, l'ancien mentat-assassin des Atréides, capturé par les Harkonnen et qui depuis travaille pour le baron de manière forcée, avertit celui-ci du complot de Feyd (Hawat, qui joue un double-jeu, avait aussi aidé le neveu du baron à organiser cet assassinat). 
Ayant réchappé de peu à cette attaque, le baron convoque Feyd-Rautha. Il lui explique qu'il a échappé au piège car il a vu l'aiguille (sans mentionner l'aide d'Hawat). Cherchant à arrêter ses tentatives d’assassinat, le baron conclue un marché avec son neveu, Feyd acceptant de cesser ses attaques quand le baron l'assure qu'il fera de lui son successeur dans quelques années, le baron devenant par la suite son conseiller, notamment pour l'aider à accéder au trône impérial. Le baron lui explique qu'il va faire de lui le sauveur de la planète Arrakis, après avoir lâché Rabban « la Bête » sur Dune pour opprimer sa population, que Feyd-Rautha remplacera ensuite comme un libérateur. Feyd accepte le marché de son oncle, se faisant la promesse secrète d'attendre le moment opportun avant de s'en débarrasser.
Mais les beaux plans du baron tombent à l'eau quand débute la révolte du peuple fremen sur Arrakis. Après des mois de conflit, les Fremen deviennent les maîtres du désert et détruisent les forces de Rabban, qui ne sont pas soutenues par le baron. Les Fremen, mené par Paul Atréides, alias Muad'Dib, attaquent ensuite la cité d’Arrakeen, siège du pouvoir sur la planète, et écrasent la maison Harkonnen ainsi que l'armée de l’empereur Shaddam IV, les Sardaukars. Au cours de la bataille, le baron Harkonnen et Rabban sont tués.
Ayant survécu aux combats, Feyd-Rautha intègre la suite de l’empereur, retranché dans son vaisseau détruit. Après avoir été cernés par les Fremen, Feyd défie Paul en combat singulier, l’empereur en faisant son champion. Mais, à l'issue du duel, Feyd-Rautha meurt après avoir, comme d'habitude, tenté une tactique déloyale, son plastron étant piégé par une aiguille empoisonnée.

## Adaptation dans d'autres médias
- Dans le film Dune (1984) de David Lynch, Feyd-Rautha est interprété par le chanteur Sting du groupe The Police.
- Dans la mini-série télévisée Dune (2000), le personnage est interprété par Matt Keeslar.
- Dans le projet avorté Dune d'Alejandro Jodorowsky, le personnage devait être interprété par le chanteur Mick Jagger.
- Dans le film Dune, deuxième partie (2024) de Denis Villeneuve, le personnage est incarné par Austin Butler.